# Hajdú-Bihar vármegyei 1. sz. országgyűlési egyéni választókerület
A Hajdú-Bihar vármegyei 1. számú országgyűlési egyéni választókerület egyike annak a 106 választókerületnek, amelyre a 2011. évi CCIII. törvény Magyarország területét felosztja, és amelyben a választópolgárok egy-egy országgyűlési képviselőt választhatnak. A választókerület nevének szabványos rövidítése: Hajdú-Bihar 01. OEVK. Székhelye: Debrecen

## Területe
Debrecen választókerülethez tartozó területének határvonala: Nyíregyháza felől a 4-es főút középvonala a városhatáron való belépési ponttól és folytatásában a Kassai út (minden házszám) az Árpád térig, az Árpád tér (26-os házszámtól a házszámozás végéig), a Csapó utca páros oldala, a Piac utca (2-től 14-es házszámig) és a Kossuth tér (minden házszám), a Hatvan utca páratlan oldala, a Segner János tér (minden házszám), a Kishegyesi út páratlan oldala a Tócó csatornáig, a Tócó csatorna déli irányban a 4-es főútig, a 4-es főút középvonala a városhatárig, a városhatár vonala az óramutató járásával megegyező irányban a kiindulási pontig.

## Országgyűlési képviselője
| Név        | Párt                                         | Párt        | Terminus | Megjegyzés                                   |
| ---------- | -------------------------------------------- | ----------- | -------- | -------------------------------------------- |
| Kósa Lajos |                                              | Fidesz-KDNP | 2014 –   | A 2014-es országgyűlési választás eredménye: |
| Kósa Lajos | A 2018-as országgyűlési választás eredménye: | Fidesz-KDNP | 2014 –   |                                              |
| Kósa Lajos | A 2022-es országgyűlési választás eredménye: | Fidesz-KDNP | 2014 –   |                                              |

## Demográfiai profilja
| Iskolai végzettség                | Iskolai végzettség               | Iskolai végzettség | Iskolai végzettség | Iskolai végzettség |
| --------------------------------- | -------------------------------- | ------------------ | ------------------ | ------------------ |
|                                   |                                  |                    |                    | fő                 |
| Általános iskolát nem végezte el  | Általános iskolát nem végezte el |                    | 833                | 833                |
| Általános iskola                  | Általános iskola                 |                    | 7830               | 7830               |
| Szakmunkás                        | Szakmunkás                       |                    | 9629               | 9629               |
| Érettségi                         | Érettségi                        |                    | 28505              | 28505              |
| Diploma                           | Diploma                          |                    | 27290              | 27290              |
| A 2022. évi népszámlálás szerint. |                                  |                    |                    |                    |

A Hajdú-Bihar vármegyei 1. sz. választókerület lakónépessége 2022. október 1-jén 87 744 fő volt. A 2011-es és a 2022-es népszámlálás között 8095 fővel csökkent a választókerület lakosság száma. A választókerületben a korösszetétel alapján a legtöbben a középkorúak élnek 28 298 fővel, míg a legkevesebben a gyermekek 13 657 fővel. A választókerület lakosságának a 88,3%-nál van internet elérési lehetőség.
A legmagasabb befejezett iskolai végzettség szerint az érettségi végzettséggel rendelkezők élnek a legtöbben 28 505 fő, utánuk a következő nagy csoport a diplomások 27 290 fővel.
Gazdasági aktivitás szerint a lakosság közel fele foglalkoztatott 41 832 fő, második legjelentősebb csoport az inaktív keresők, akik főleg nyugdíjasok 18 953 fővel.
A választókerület legjelentősebb nemzetiségi csoportja a németek 387 fő, illetve a cigányok 295 fő. Magyar állampolgársággal nem rendelkező külföldi állampolgárok aránya 5,2%.
Vallási összetétel szerint a választókerületben lakók legnagyobb vallása a református (17 049 fő), valamint jelentős közösség még a római katolikus (7550 fő). A vallási közösséghez nem tartozók száma szintén jelentős (14 470 fő), a választókerületben a második legnagyobb csoport a református vallás után.

## Országgyűlési választások
| Párt                             |           | Jelölt                   | Szavazatok | %     | ± %   |
| -------------------------------- | --------- | ------------------------ | ---------- | ----- | ----- |
| Fidesz-KDNP                      |           | Kósa Lajos               | 23 385     | 48.95 | 1.59  |
| Egységben Magyarországért        |           | Varga Zoltán             | 18 994     | 39.75 | 11.23 |
| Mi Hazánk                        |           | Salánkiné Kuti Zsuzsanna | 2912       | 6.09  | Új    |
| MKKP                             |           | Pető Csaba               | 1681       | 3.52  | Új    |
| MEMO                             |           | Hermann Zoltán           | 678        | 1.42  | Új    |
| Munkáspárt-ISZOMM                |           | Nagyné Németh Marietta   | 128        | 0.27  | 0.29  |
| Megjelent                        | Megjelent | Megjelent                | 48 311     | 72.87 | 0.91  |
| A Fidesz-KDNP tartja a körzetet. |           |                          |            |       |       |

| Párt                             |           | Jelölt              | Szavazatok | %     | ± %  |
| -------------------------------- | --------- | ------------------- | ---------- | ----- | ---- |
| Fidesz-KDNP                      |           | Kósa Lajos          | 23 441     | 47.36 | 0.3  |
| MSZP-Párbeszéd                   |           | Gurmai Zita         | 13 648     | 27.57 | 0.67 |
| Jobbik                           |           | Herperger Róbert    | 7531       | 15.21 | 2.27 |
| LMP                              |           | Murguly Mátyás      | 2597       | 5.25  | 0.16 |
| Momentum                         |           | Horváth Zoltán      | 1459       | 2.95  | Új   |
| Munkáspárt                       |           | Kozma Attila Mátyás | 278        | 0.56  | Új   |
| Egyéb pártok                     |           |                     | 465        | 0.96  | 1.74 |
| Megjelent                        | Megjelent | Megjelent           | 50 029     | 71.96 | 8.86 |
| A Fidesz-KDNP tartja a körzetet. |           |                     |            |       |      |

| Párt                                |           | Jelölt           | Szavazatok | %     | ± % |
| ----------------------------------- | --------- | ---------------- | ---------- | ----- | --- |
| Fidesz-KDNP                         |           | Kósa Lajos       | 21 013     | 47.06 |     |
| Összefogás                          |           | Szegedi István   | 12 012     | 26.9  |     |
| Jobbik                              |           | Herpergel Róbert | 7805       | 17.48 |     |
| LMP                                 |           | Horváth András   | 2418       | 5.41  |     |
| Szociáldemokraták                   |           | Bakk István      | 68         | 0.15  |     |
| Egyéb pártok                        |           |                  | 1339       | 2.7   |     |
| Megjelent                           | Megjelent | Megjelent        | 45 081     | 63.1  |     |
| A Fidesz-KDNP nyeri meg a körzetet. |           |                  |            |       |     |

## Ellenzéki előválasztás – 2021
| Frakció                            |                 | Jelölő szervezetek   | Jelölt             | Szavazatok | %     |
| ---------------------------------- | --------------- | -------------------- | ------------------ | ---------- | ----- |
| DK                                 |                 | DK, Liberálisok      | Varga Zoltán       | 2758       | 44.61 |
| ÚVNP/Jobbik                        |                 | ÚVNP, Jobbik         | Pálinkás József    | 1665       | 26.93 |
| Momentum                           |                 | Momentum, LMP        | Szabó Bence        | 1586       | 25.66 |
| Jobbik                             |                 | Civil Fórum Debrecen | Illés-Rácz Mariann | 173        | 2.80  |
| Összes szavazat                    | Összes szavazat | Összes szavazat      | Összes szavazat    | 6182       |       |
| Varga Zoltán nyeri meg a körzetet. |                 |                      |                    |            |       |